# Vulsirea nigrorubra
Vulsirea nigrorubra är en insektsart som beskrevs av Maximilian Spinola 1837. Vulsirea nigrorubra ingår i släktet Vulsirea och familjen bärfisar. Inga underarter finns listade i Catalogue of Life.